# Richard Balken
Richard Balken (n.  ?) a fost un diplomat german. 

## Biografie
După bacalaureat, el a lucrat ca jurnalist. În anul 1953 a fost angajat la Ministerul Afacerilor Externe al Republicii Federale Germania (Germania de Vest). Din 1967 până în 1970 a fost ambasadorul Republicii Federale Germania în Norvegia. În perioada 1970-1974 a fost ambasador în Indonezia.  Din 1976 până în 1979 a fost ambasadorul Republicii Federale Germania în România.